# Гриневич Антон Юстинович
Єпископ Антоній (у миру Гриневич Антоній Юстинович (Густавович); (нар. 23 липня 1870 або 23 листопада 1875, відповідно Слобідка Одеської області чи Білоусівка Вінницької області — пом. лютий 1937, Троїцьке (Любашівський район)) — український релігійний діяч, архієпископ Балтський і Першотравненський УАПЦ. Автор україномовної збірки богословських віршів «До Бога: Євангельські наголоси» (1906). Депутат і секретар української фракції Другої Державної Думи Російської імперії.

## Біографія
Народився у сім'ї священика Юстина Федоровича і Юлії Василівни. Загалом є аж чотири ймовірні роки народження: 1868 (автор — М. Боіович), 1870 (І. Власовський), 1874 (російські дослідники) і 1875 (анкета Гриневича).
Освіту здобув у Тульчинській духовній школі і Кам'янець-Подільській семінарії. В останній навчався з 1889 по 1895 роки, проходив за другим розрядом, який не давав змоги продовжувати навчання у богословській академії.
Після завершення навчання став псаломником у селі Кумарі. Там селяни знайшли під час польових робіт давні наконечники (дво- і тригранний) від стріл. Антоній передав їх Подільському історико-статистичному комітету до схопища стародавніх речей. 7 серпня 1896 року Антон звільнився з псаломницької роботи.
Відтоді працював дяком і вчителем у церковнопарафіяльній школі того ж села Кумарі.
Був відомим громадським діячем, постійним дописувачем у друкованих виданнях «Южные записки», «Подольские епархиальные ведомости», «Рідна справа», «Православная Подолія» «Биржевые ведомости», «Подолія», «Рада». На сторінках цих видань виступав як апологет ідеї надання українцям права на власну національну україномовну церкву. Доводив, що чужа учням російська мова є причиною низького освітнього рівня.
Хіротонізований на священика 1897 року. Відтоді мав парафії у Балтському повіті — з 1901 року в селі Дубова, а з 1905-го — у Тимковій. Читав селянам наддніпрянські й галицькі переклади Святого Письма.
1905-го був на Подільському єпархіальному з'їзді від духовенства третього округу. 6 квітня за заслуги у церковно-освітянській справі одержав скуфію.
У 1906 році опублікував у Балті україномовну збірку богословських віршів «До Бога: Євангельські наголоси».
Отець Антоній вітав появу україномовного перекладу Євангелія, писав схвальні відгуки про нього у періодичних виданнях.

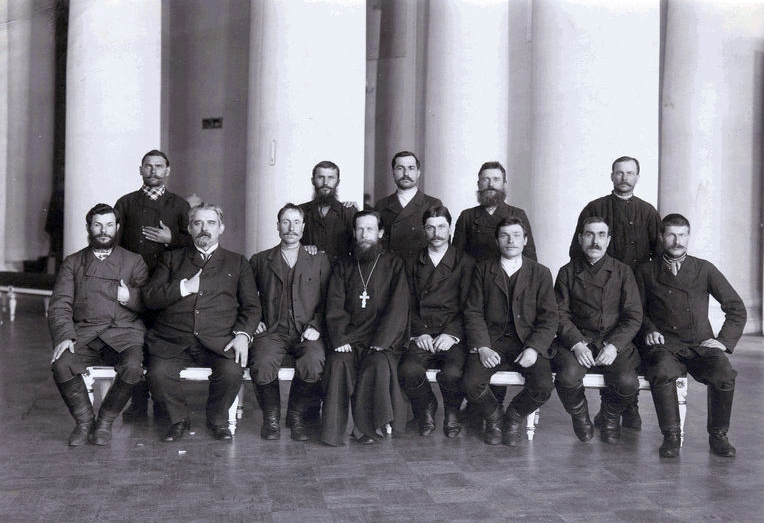
Депутати Державної думи II скликання від Подільської губернії. Стоять: Соловей А.А., Невідомий-1, Невідомий-2, Мороз П.С., Туперко С.Т.; сидять: Семенов А.І., Лісовський В.К., Дидурик А.І., Гриневич А. І., Рогожа П.М., Матвіїв С.К., Зубченко П.С., Дубоніс Т.Ф.

1907-го обраний до Другої Державної Думи, у ній увійшов до фракції трудовиків, був секретарем Української фракції Держдуми. У межах депутатської роботи отець Антоній подав законопроєкт, який мав на меті запровадження рідної мови у церкві й школі. У парламенті потрапив в один з найбільших скандалів: був серед дев'яти священників, які не прийшли на засідання, якого скликали через замах на імператора Миколу ІІ. Через тиск царського уряду був змушений у квітні 1907 року вийти з фракції трудовиків.
Під час Першої світової війни був відряджений до польової армії (полковий, шпитальний священник). За заслуги у війську нагороджений Георгіївським хрестом.
26 листопада 1917 року взяв участь в Українському церковному вічі в Одесі, увійшов до його тимчасового комітету разом із двома іншими священиками — А. Вишинським, Ф. Денгою, та двома мирянинами — Левом Ковальчуком та Литвинським. 12 грудня 1917 року очолив президію Єпархіальної церковної Української православної ради. Із квітня 1918-го очолив Тимчасову православну церковну раду і на Херсонщині.
Уже в червні 1918 року долучився до створення українського органу влади в Одесі — ради міста. У ній отець Антоній став заступником голови Лева Ковальчука. 8 червня разом із керівниками Одеської української ради отець у газеті «Вільне життя» виступив з вимогою віддати наказ духовенству молитися за Україну.
Згодом працював у статистичному відділі Міністерства сповідань України, був законовчителем у школах.
У 1919 році нетривалий час був у армії УНР. Того ж року отець Антоній у складі тимчасової комісії працював над складанням статуту Української автокефальної православної церкви.
Після приходу більшовицької влади був ув'язнений 27 грудня 1921 Балтською повітовою ЧК. Справу отця Антонія 24 березня 1922 року передано до ревтрибуналу.

### Архієрейство
Висвячений на єпископа УАПЦ 29 серпня 1923 року.
У 1924 році підписав «Меморандум пленуму Всеукраїнської православної церковної Ради щодо єднання церков».
У 1927 році єдиний з усіх присутніх єпископів Антоній за ініціативою Володимира Чехівського підтримав митрополита Липківського.
З 1928 року по 1930-й був архієпископом Балтським і Першотравенським.
Архієпископа Антонія заарештовано у січні 1931 року — він пробув під арештом в Одесі дев'ять місяців.
Після виходу із в'язниці оселився у селі Свято-Троїцькому. У 1933-му ледь не помер під час Голодомору. Помер у цілоквитій бідності 1937.